# Zhang Wenxiu
Zhang Wenxiu (chiń. upr. 张文秀; chiń. trad. 張文秀; pinyin Zhāng Wénxiù; ur. 22 marca 1986 w Dalian w prowincji Liaoning) – chińska lekkoatletka, specjalizująca się w rzucie młotem, brązowa medalistka olimpijska z Pekinu, brązowa medalistka mistrzostw świata z Osaki (2007), Daegu (2011) oraz srebrna z Pekinu (2015) i Moskwy (2013). Wielokrotna mistrzyni i rekordzistka kraju. Do 2014 rekordzistka Azji. Do 2021 roku Wenxiu była rekordzistką świata juniorek (73,24 m, 2005). W 2003 ustanowiła aktualny rekord świata kadetek (70,60 m). Na Igrzyskach Olimpijskich 2016 w Rio de Janeiro zdobyła srebrny medal z wynikiem 76,75 m.
Rekord życiowy: 77,33 (28 września 2014, Inczon) – 10. wynik w historii światowej lekkoatletyki.

## Sukcesy
| Rok  | Zawody                              | Miasto         | Miejsce | Wynik |
| ---- | ----------------------------------- | -------------- | ------- | ----- |
| 2004 | Igrzyska olimpijskie                | Ateny          | 1.      | 72,03 |
| 2006 | Igrzyska azjatyckie                 | Doha           | 1.      | 74,15 |
| 2007 | Mistrzostwa świata                  | Osaka          | 3.      | 74,39 |
| 2008 | Igrzyska olimpijskie                | Pekin          | 3.      | 74,32 |
| 2010 | Puchar interkontynentalny           | Split          | 2.      | 73,60 |
| 2010 | Igrzyska azjatyckie                 | Kanton         | 1.      | 73,60 |
| 2011 | Mistrzostwa świata                  | Daegu          | 3.      | 75,03 |
| 2012 | Igrzyska olimpijskie                | Londyn         | 3.      | 76,34 |
| 2013 | Mistrzostwa świata                  | Moskwa         | 2.      | 74,90 |
| 2014 | Igrzyska azjatyckie                 | Incheon        | 1.      | 77,33 |
| 2015 | Mistrzostwa świata                  | Pekin          | 2.      | 76,33 |
| 2015 | Światowe wojskowe igrzyska sportowe | Mungyeong      | 1.      | 74,87 |
| 2016 | Igrzyska olimpijskie                | Rio de Janeiro | 2.      | 76,75 |
| 2017 | Mistrzostwa świata                  | Londyn         | 4.      | 74,53 |